# Camponotus reepeni
Camponotus reepeni är en myrart som beskrevs av Auguste-Henri Forel 1913. Camponotus reepeni ingår i släktet hästmyror, och familjen myror. Inga underarter finns listade.